# 張州雑志
張州雑志（ちょうしゅうざっし）は尾張藩の藩士・内藤正参が記し、赤林信定によって編纂された地誌。

## 概要
尾張徳川家9代藩主・徳川宗睦の内命を受けて、正参が安永年間頃（1772年 - 1780年）から領内を調査して執筆したもの。正参は狩野派の絵師として東甫の名で知られており、内容には多くの絵も含まれる。正参が天明8年（1788年）に没したため、協力していた赤林信定によって残された原稿などを元に全百巻本として編纂され、寛政元年（1789年）に宗睦へと献上された。
一部の内容から広く公開されることはなく明治を迎え、その後は名古屋市蓬左文庫へと引き継がれている。

## 近代の刊行
1975年（昭和50年）、愛知県郷土資料刊行会から全12巻で刊行されている。なお、抄訳として熱田神宮が1969年（昭和44年）に刊行した『張州雑志抄』がある。